# Ханс-Адам II
Ханс-Адам II (нем. Hans-Adam II, полное имя Йоханнес Адам Фердинанд Алоиз Йозеф Мария Марко д’Авиано Пий Лихтенштейнский (нем. Johannes Adam Ferdinand Alois Josef Maria Marko d’Aviano Pius von und zu Liechtenstein), род. 14 февраля 1945, Цюрих) — правящий 15-й князь Лихтенштейна. Взошёл на трон 13 ноября 1989 года, как регент управлял страной с 1984 года.

## Биография
Сын князя Франца-Иосифа II. Получил образование в Швейцарии, окончив престижную частную школу Lyceum Alpinum Zuoz, а затем Университет Санкт-Галлена.
Ханс-Адам продолжает прямую мужскую линию наследования от трёх из предыдущих четырнадцати князей Лихтенштейна и ещё от трёх по женской линии.
В 1984 году принц Франц Иосиф II, оставаясь де-юре главой государства и сохраняя титул князя, официально передал полномочия по повседневному управлению государством Хансу-Адаму в качестве способа начала династического перехода к новому поколению. Ханс-Адам формально стал князя Лихтенштейна после смерти своего отца 13 ноября 1989 года.
В отличие от большинства современных монархий, имеющих тенденцию к ограничению власти главы государства, Ханс-Адам в 2003 году организовал и победил на референдуме, направленном на расширение княжеских полномочий. Князь угрожал отречься от престола и покинуть страну, если референдум не будет в его пользу. Тем не менее, одновременно был введён в действие закон, запрещающий князю использовать право вето в случае, если парламент примет решение сменить форму правления на республиканскую.
15 августа 2004 года Ханс-Адам II официально передал полномочия по повседневному управлению государством своему сыну, наследному принцу Алоизу.
На референдуме в июле 2012 года народ Лихтенштейна подавляющим большинством голосов проголосовали против ограничения политической власти княжеской семьи. За несколько дней до голосования наследный принц Алоиз объявил, что наложит вето на любое смягчение запрета на аборты, также вынесенное на референдум. 76 процентов проголосовавших на первом референдуме поддержали право Алоиса накладывать вето на результаты будущих референдумов.

## Личное состояние
Перед восшествием на престол он преобразовал LGT Bank, который полностью принадлежал его семье, из небольшого местного банка в международную финансовую группу. В 2003 году его семейное состояние составляло 7,6 млрд. долларов США, а личное состояние — около 4 млрд. долларов США, что сделало его одним из самых богатых глав государств в мире и самым богатым монархом Европы.
Кроме его резиденции, замка Вадуц в Лихтенштейне, он имеет, в Австрии замок Лихтенштейн, замок Вильферсдорф (с винодельческой фермой), дворец Лихтенштейна на Фюрстенгасе и дворец Лихтенштейна в Банкгассе. Помимо недвижимости, винодельчества, сельского и лесного хозяйства, князь владеет рядом компаний, наиболее важной из которых является американская компания RiceTec.
Он также унаследовал от отца обширную коллекцию произведений искусства, большая часть которой выставлена для публики в дворце Лихтенштейна на Фюрстенгасе. По состоянию на июль 2022 года его чистый капитал оценивался примерно в 6,20 млрд долларов США, тем самым занимает 380-е место среди самых богатых людей мира. Однако он поместил эти активы в Фонд князя Лихтенштейна, из которого каждый член семьи получает равное ежегодное пособие и который поддерживает замки семьи, культурные ценности, коллекции, музеи и расходы княжеского двора, включая даже некоторые зарплаты принцев, которые являются послами за рубежом, которые не являются бременем для налогоплательщиков.
Его успешное предпринимательство позволило ему выкупить части семейной коллекции произведений искусства, которую его отец был вынужден продать после Второй мировой войны из-за нехватки денег после того, как были экспроприированы его обширные земельные владения в Чехословакии, которые в 7,5 раз превышали общую площадь самого княжества, и после того, как его австрийские владения стали недоступными до окончания советской оккупации в 1955 году.

## Брак и дети
30 июля 1967 года в Кафедральном соборе св. Флорина в Вадуце вступил в брак со своей троюродной сестрой Марией Кински фон Вхинитц и Теттау, которая, после вступления мужа на престол, стала княгиней Лихтенштейна. Мария скончалась 21 августа 2021 года после перенесённого инсульта. 
У них четверо детей и 15 внуков:

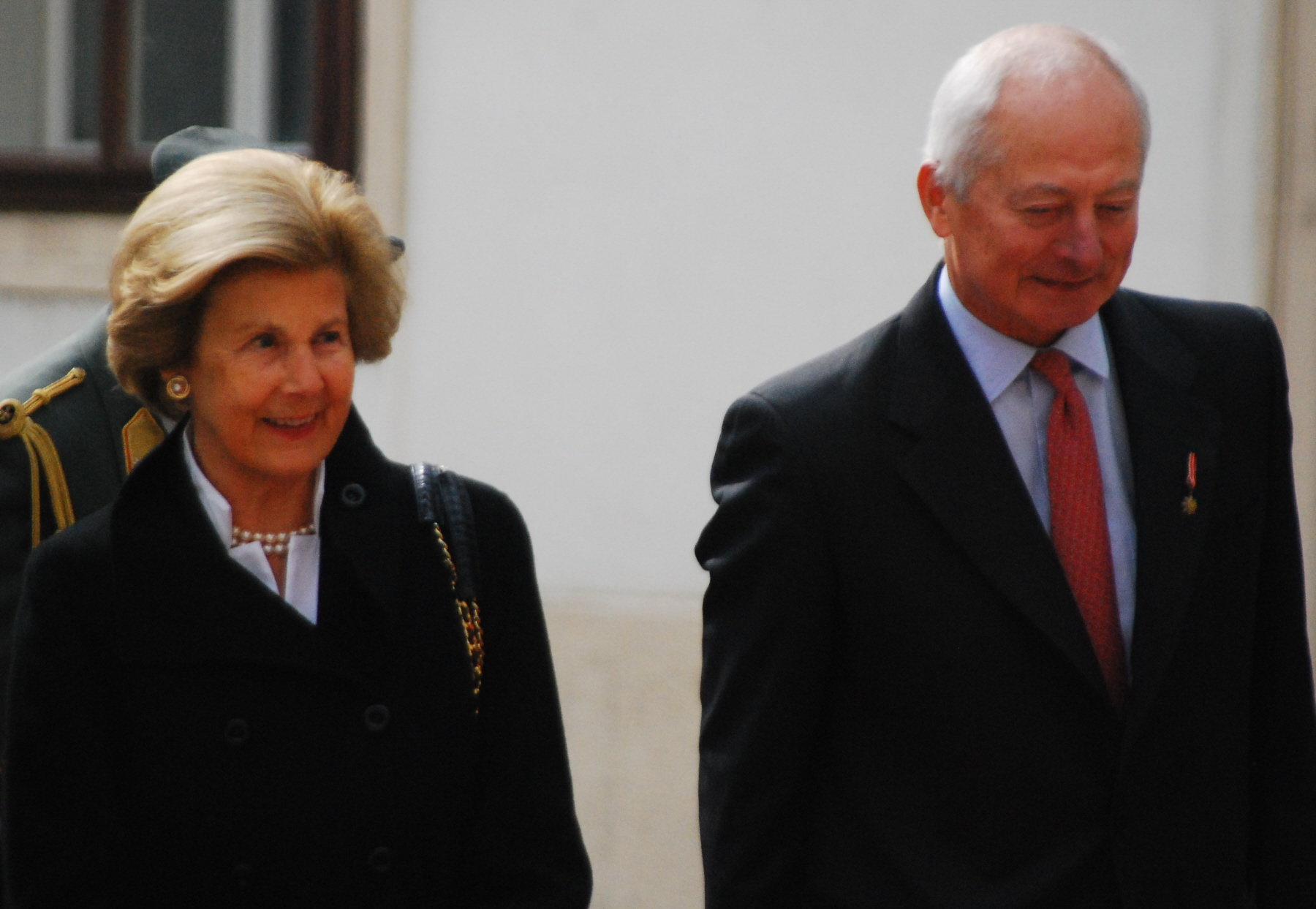
Князь Ханс-Адам II и княгиня Мария в 2013 году

- наследный князь Алоиз (Цюрих, 11 июня 1968), женат на принцессе Софии Баварской, четверо детей:
  - Йозеф Венцель Максимилиан Мария (род. 24 мая 1995, Лондон)
  - Мария-Каролина Элизабет Иммакулата Лихтенштейнская, графиня Ритберг (род. 17 октября 1996, Грабс, Швейцария)
  - Георг Антониус Константин Мария Лихтенштейнский, граф Ритберг (род. 20 апреля 1999, Грабс)
  - Николаус Себастиан Александр Мария Лихтенштейнский, граф Ритберг (род. 6 декабря 2000, Грабс)
- князь Максимилиан (род. в Сент-Галлен, 16 мая 1969); женат на княгине Анжеле Лихтенштейнской (гражданская церемония состоялась в Вадуце 21 января 2000, религиозная церемония — в Нью-Йорке в Church of St. Vincent Ferrer (Manhattan), 29 января 2000 года, один ребенок:
  - Альфонс Константин Мария Лихтенштейнский (род 18 мая 2001, Лондон)
- князь Константин (15 марта 1972, Санкт-Галлен — 5 декабря 2023), был женат на графине Марии Габриэле Францишке Келноки де Короспатак (род. 16 июля 1975, Грац (гражданская церемония состоялась в Вадуце 14 мая 1999, религиозная церемония — в Чичов, Словакия 18 июля 1999, 3 детей:
  - князь Мориц Эмануэль Мария Лихтенштейнский (род. 27 May 2003, Нью-Йорк)
  - княгиня Джорджина Максимилиана Татьяна Мария Лихтенштейнская (род. 23 июля 2005, Вена)
  - князь Бенедикт Фердинанд Хубертус Мария Лихтенштейнский (род. 18 мая 2008, Вена)
- княжна Татьяна Лихтенштейнская (род. 10 апреля 1973, Санкт-Галлен), вышла замуж 5 июня 1999 в Вадуце за барона Маттиаса Клауса-Юста Карла Филиппа фон Латторфф (род. 25 марта 1968, Грац), семеро детей:
  - Лукас Мария фон Латторфф (род. 13 мая 2000, Висбаден)
  - Элизабет Мария Анжела Татьяна фон Латторфф (род. 25 января 2002, Грабс)
  - Мари Тереза фон Латторфф (род. 18 января 2004, Грабс)
  - Камилла Мария Катарина фон Латторфф (род. 4 ноября 2005, Монца)
  - Анна Пия Терезия Мария фон Латторфф (род. 3 августа 2007, Гольдгебен)
  - Софи Катарина Мария фон Латторфф (род. 30 октября 2009, Гольдгебен)
  - Максимилиан Мария фон Латторфф (род. 17 декабря 2011, Гольгебен)

## Титулы и обращения
- с 14 февраля 1945 по 26 августа 1984 — Его Светлость наследный принц Ханс-Адам Лихтенштейнский
- с 26 августа 1984 по 13 ноября 1989 — Его Светлость наследный принц Ханс-Адам Лихтенштейнский, принц-регент
- с 13 ноября 1989 — Его Светлость князь Ханс-Адам II Лихтенштейнский.

Полный официальный титул — Его светлость князь Лихтенштейн, герцог Троппау и Ягерндорф, граф Ритберг, глава Лихтенштейнского дома (нем. Fürst von und zu Liechtenstein, Herzog von Troppau und Jägerndorf, Graf zu Rietberg, Regierer des Hauses von und zu Liechtenstein).

## Почётные звания и награды
- Национальные награды:
  - Лихтенштейн: Суверенный Кавалер Большого креста ордена За заслуги княжества Лихтенштейн.
  - Лихтенштейн: Суверенный Лауреат 70-летнего юбилея медалью князя Франца Иосифа II.
- Иностранные награды:
  - Австрия: Австро-венгерской Императорской и королевской семьи: 1, 305-е Рыцарь с воротником ордена Золотого руна.
  - Австрия: Большой крест За заслуги перед Австрийской Республикой.
  - Баварская королевская семья: Кавалер Большого креста ордена Святого Юбера.
- Награды:
  - Австрия: почётная степень в Университете Инсбрука.
  - Румыния: почётная степень в Университета Бойяи.

## Сочинения
- Государство в третьем тысячелетии / Пер. с англ. — М.: Инфотропик Медиа, 2012. — 320 с., 1000 экз., ISBN 978-5-9998-0074-9